# Melisa Sözen
Melisa Sözen, née Ayşe Melisa Sözen, le 6 juillet 1985 à İstanbul en Turquie, est une actrice turque de théâtre et de cinéma,. Elle est connue du public français pour son rôle dans Winter Sleep, palme d'or à Cannes, et pour son apparition dans la série télévisée Le Bureau des légendes ainsi que dans Damien veut changer le monde, une comédie dramatique de Xavier de Choudens.

## Biographie

### Carrière
Melisa Sözen suit des études artistiques à Istanbul : elle s'essaie à la danse classique à l'école Alev Baymur puis au théâtre à l'École des Beaux-Arts de Pera.
Elle acquiert une notoriété internationale grâce à sa prestation dans Winter Sleep (Kış Uykusu) du réalisateur turc Nuri Bilge Ceylan. Dans ce film, qui remporte la palme d'or au festival de Cannes en 2014, elle tient le rôle principal (Nihal) au côté de Demet Akbağ (Necla) et de Haluk Bilginer (Aydin). Elle y interprète la femme d'un comédien à la retraite qui dirige un petit hôtel en Anatolie centrale.
On la retrouve dans la distribution d'une production de Canal+, Le Bureau des légendes,. Dans cette troisième saison de la série, pendant 7 épisodes, l'actrice turque interprète une combattante kurde recrutée par la DGSE parce qu'elle parle français.
En 2019, elle joue aux côtés de Franck Gastambide dans le film français Damien veut changer le monde.

### Vie privée
Elle s'est mariée à Rome avec l'acteur turc Alican Yücesoy (en) en 2013. Ils avaient tourné ensemble et tenu les rôles principaux dans les trente-deux épisodes, en 2012 et 2013, de la série fantastico-policière turque de Netflix intitulée Şubat  (« Février ») [du nom du héros, orphelin abandonné en février]. Ils se sont séparés en 2014,. 
Selon le magazine turc Hello! daté du 25 janvier 2021, elle est désormais en couple avec Harun Tekin, le chanteur et guitariste du groupe de rock turc Mor ve Ötesi (« Violet et Au-Delà » ou « Ultraviolet »).
En février 2025, elle est entendue par la police turque pour « propagande terroriste », lié à son rôle dans la série Le Bureau des légendes, où elle jouait le rôle d’une combattante kurde,.

## Filmographie

### Cinéma
- 2001 : Bana Şans Dile
- 2002 : Içerideki
- 2004 : Okul
- 2006 : Cenneti Beklerken
- 2006 : Eve giden yol 1914
- 2006 : Kabuslar evi - Seni beklerken
- 2010 : La Saison de la chasse (Av Mevsimi) : Asiye
- 2012 : Pazarları Hiç Sevmem
- 2014 : Winter Sleep (Kış Uykusu)
- 2015 : Bir Varmış Bir Yokmuş
- 2019 : Damien veut changer le monde de Xavier de Choudens

### Télévision
- Şarkılar Seni Söyler (série turque)
- Bir Bulut Olsam (série turque)
- Reis (série turque)
- Şubat (série turque)[10]
- Muhteşem Yüzyıl (série turque)
- Anasının Oğlu (série turque)
- Bıçak Sırtı (série turque)
- Çemberimde Gül Oya (série turque)
- Beş Kardeş (série turque)
- Ask güzel seydir
- Yeni hayat
- Sih Senem
- Büyümüs de küçülmüs
- Azap yolu
- Kirmizi oda(série turque rôle ALYA)
- Le Bureau des légendes (saison 3 - série française).

### Courts-métrages
- Çarpisma - 2005

## Théâtre
- The Knot of the Heart de David Eldridge - mise en scène Çağ Çalışkur (2014 - ) - Craft Theater

## Distinctions

### Récompenses
| Année | Récompense                                                                                                   | Catégorie                                                                         |
| ----- | --- | --------------------------------------------------------------------------------- |
| 2015  | 20. Sadri Alışık Tiyatro ve Sinema Oyuncu Ödülleri 20th Sadri Alışık Theater and Cinema Awards               | Mention spéciale "haute performance" pour l'ensemble des acteurs de Winter Sleep. |
| 2015  | SIYAD, Turkish Film Critics Association Award Récompenses de l'association Turque des Critiques de Cinema.   | Meilleure actrice pour Winter Sleep                                               |
| 2015  | TEB, Turkish Theater Critics Association Award Récompenses de l'association Turque des Critiques de théâtre. | Meilleure actrice pour The Knot of the Heart                                      |
| 2011  | 4th Yeşilçam Awards - Meilleure actrice dans un second rôle                                                  | Meilleure actrice dans un second rôle pour Av Mevsimi                             |

### Festivals
| Année | Festival                                      | Jury                                                                                   |
| ----- | --------------------------------------------- | -------------------------------------------------------------------------------------- |
| 2015  | 34e Festival international du film d'Istanbul | Membre du jury sous la présidence de Rolf de Heer.                                     |
| 2015  | 18e Festival Internacional de Cine Guanajuato | Membre du jury avec Alonso Ruizpalacios et Meredith Brody                              |
| 2016  | 35e Festival international du film d'Istanbul | Membre du jury sous la présidence de Ewa Puszczynka (en remplacement de Pablo Trapero) |
| 2017  | 23e Festival du film de Sarajevo              | Membre du jury sous la présidence de Michel Franco                                     |
| 2018  | 1re Festival Canneséries                      | Membre du jury sous la présidence de Harlan Coben                                      |